# Somabrachys codeti
Somabrachys codeti is een vlinder uit de familie van de Somabrachyidae. De wetenschappelijke naam van de soort is voor het eerst geldig gepubliceerd in 1880 door Austaut.